# Chróstowo (województwo kujawsko-pomorskie)
Chróstowo – wieś w Polsce położona w województwie kujawsko-pomorskim, w powiecie inowrocławskim, w gminie Dąbrowa Biskupia.
W Chróstowie urodził się Mieczysław Dratwa (1894–1940), kapitan artylerii Wojska Polskiego.

## Podział administracyjny
W latach 1975–1998 miejscowość administracyjnie należała do województwa bydgoskiego.

## Demografia
Według Narodowego Spisu Powszechnego (III 2011 r.) wieś liczyła 220 mieszkańców. Jest ósmą co do wielkości miejscowością gminy Dąbrowa Biskupia.